# Stade Jonas-Duarte
Le stade Jonas-Duarte (en portugais : Estádio Jonas Duarte), également connu sous le nom de stade Jonas-Ferreira-Alves-Duarte (en portugais : Estádio Jonas Ferreira Alves Duarte), est un stade de football brésilien situé dans la ville d'Anápolis, dans l'État du Goiás.
Le stade, doté de 40 400 places et inauguré en 1965, sert d'enceinte à domicile aux équipes de football de l'Associação Atlética Anapolina, de l'Anápolis Futebol Clube, du Grêmio Esportivo Anápolis et du Grémio Esportivo Inhumense.
Le stade porte le nom de Jonas Ferreira Alves Duarte, maire d'Anápolis et vice-gouverneur du Goiás en 1954 et 1955.

## Histoire
Conçu par l'architecte de renommée mondiale Oscar Niemeyer, le stade, dont la construction débute en 1964, ouvre ses portes l'année suivante en 1965 (ne comportant à l'époque d'une seule tribune). Il est inauguré le 10 avril 1965 lors d'une défaite 4-1 des locaux d'une sélection de joueurs issus de la ville d'Anápolis contre le São Paulo FC (le premier but officiel au stade étant inscrit par Rodarte, joueur du São Paulo FC).
De nouveaux gradins seront ajoutés par la suite lors de rénovations, portant le stade à 20 000 places assises.
Le record d'affluence au stade est de 17 800 lors d'un match nul 1-1 entre l'Anapolina et les Corinthians le 15 septembre 1981.
Il comporte actuellement deux étoiles sur cinq, dans le classement Sisbrace des stades brésiliens.
Récemment, pour des raisons de sécurité, le stade est interdit pendant un temps et plusieurs améliorations sont apportées au pour accroître la sécurité, réduisant la capacité totale à 14 400 places. Selon le dernier rapport du service d'incendie, la capacité totale serait de 17 170 sièges, mais la Fédération de football de Goiana n'autorise que l'émission d'un maximum de 9 000 billets par match.